# Michel Drucker
Pour les articles homonymes, voir Drucker.
Michel Drucker , né le 12 septembre 1942 à Vire (Calvados), est un animateur audiovisuel et producteur de télévision français.
Figure emblématique du paysage audiovisuel français depuis 1964, il débute comme commentateur sportif. Il devient un animateur incontournable des variétés et l'ami des stars. Plusieurs de ses émissions deviennent cultes : Tilt sur la première chaîne de l'ORTF dans les années 1960, Les Rendez-vous du Dimanche sur TF1 dans les années 1970, Champs-Élysées sur Antenne 2 dans les années 1980, puis Stars 90 sur TF1 dans les années 1990 ou encore Vivement dimanche depuis 1998, diffusée pendant vingt-quatre ans sur France 2, puis à partir de 2022 sur France 3 (ce qui fait d'elle l'une des plus anciennes émissions de la télévision française). En près de soixante ans de carrière, il a animé plus de quatre-vingts émissions de télévision et radio confondues sans interruption. 
En 2014, il est désigné par un sondage pour TV Magazine comme « l'animateur le plus emblématique du PAF depuis 1950 ». Cette même année, l'INA comptabilise plus de six mille heures d'antenne pour le présentateur, ce qui constitue un record en France.

## Biographie

### Enfance
Michel Drucker naît le 12 septembre 1942 à Vire, dans le Calvados. Son père, Abraham Drucker, natif du duché de Bucovine dans l'Empire austro-hongrois, est un immigré juif ashkénaze qui arrive en France en 1925 pour y faire des études de médecine. Ayant quitté la Roumanie en passant par Vienne (Autriche), il y a rencontré Lola Schafler (1906-1996), élève infirmière, qui le rejoint en France. Ils se marient en 1930 à Ploemeur (Morbihan) et sont naturalisés en 1937. Abraham Drucker s’installe comme médecin de campagne dans le département du Calvados, à Saint-Sever-Calvados, puis à Vire. Pendant la Seconde Guerre mondiale, arrêté à la suite d'une dénonciation en 1942, il est fait prisonnier à Compiègne, puis devient médecin-chef du camp de Drancy,,. De ses années de captivité, Abraham Drucker va garder des souvenirs effroyables et il n'ira jamais voir son fils Michel à Compiègne lorsqu'il effectue son service militaire. Le 23 février 2008, Michel Drucker assiste à l'inauguration du Mémorial de l'internement et de la déportation, que l'on a créé dans cet ancien camp.
Après l'arrestation d'Abraham Drucker, son épouse enceinte de Michel, accompagnée de Jean, son fils aîné, est contrôlée sur un quai de la gare de Rennes par un officier de la Gestapo. Intervient alors un homme qu'elle ne connaît pas, Jean Le Lay — père de Patrick Le Lay —, qui a été chargé d'aller la chercher, et qui, en allemand, dit à l'officier de la Gestapo qu'il s'agit de son épouse, lui sauvant ainsi probablement la vie,,.
Après des études au lycée Émile-Maupas de Vire, Michel obtient un brevet supérieur d'enseignement commercial dans un lycée technique à Caen. En 1962, il effectue son service militaire à la base aérienne de Compiègne, puis il est affecté au service de l'Information de l'armée à Paris, boulevard de La Tour-Maubourg où il s'occupe du magazine multi-armées Terre-Air-Mer. C'est à cette occasion qu'il rencontre beaucoup de journalistes, dont des journalistes de télévision de la rue Cognacq-Jay, où se trouve le centre Alfred-Lelluch de l'ORTF et qu'il décide de devenir journaliste.

### Carrière

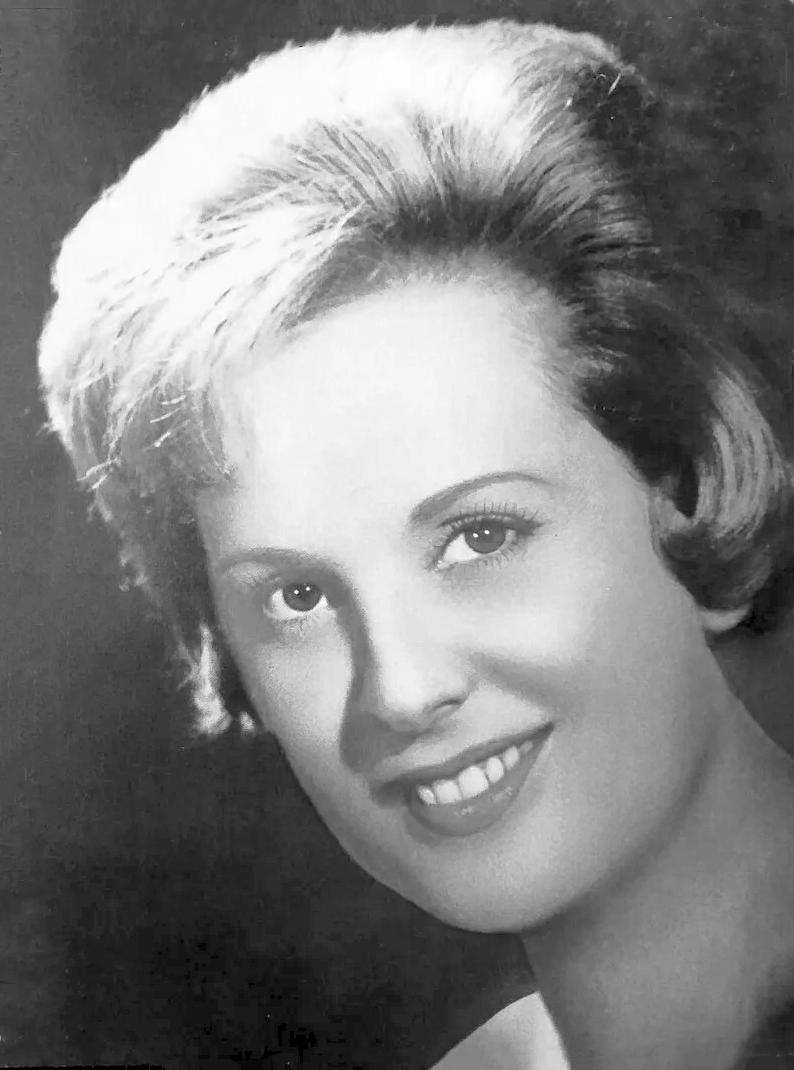
Catherine Langeais, premier contact à la télévision.

Dans son livre autobiographique Mais qu'est-ce qu'on va faire de toi ? (plus tard adapté en téléfilm), Michel Drucker précise y être allé au culot pour rentrer dans ce métier à la suite de sa rencontre avec Catherine Langeais, speakerine pour l'ORTF à l'époque. Michel lui demande s'il peut avoir un rendez-vous avec le mari de cette dernière, Pierre Sabbagh. À la suite de cette rencontre, Pierre Sabbagh emmène le jeune Drucker faire un stage à Sports Dimanche en 1964. Ensuite, Michel Drucker trouve sa voie à l'ORTF : il anime les rubriques de sport et les émissions de variétés. De cancre, il devient travailleur infatigable. Il dit de lui-même : « Jusqu'à l'âge de 50 ans, je ne pensais qu'au travail. Je n'étais jamais là ; je travaillais quinze heures par jour et n'ai pas pris de vacances pendant vingt ans ! » Sa rencontre avec Claude François a « bouleversé sa vie », selon lui « Sans Claude, je n'aurais jamais fait la carrière que j'ai faite, il m'a tout appris ». Amis très proches, ils vont conserver une amitié sans faille jusqu'à la mort du chanteur, le samedi 11 mars 1978, alors qu'il doit justement participer à l'enregistrement de l'émission Les Rendez-vous du dimanche, présentée par Michel Drucker.

#### 1964-1975: les sports et les émissions de variétés à l'ORTF
À l'issue de son service militaire effectué au quartier Royallieu à Compiègne — où son père a été détenu un an en 1942-1943 — puis à la base aérienne 117 à Paris, Michel Drucker commence sa carrière à l’ORTF en juillet 1964, comme stagiaire grâce à Raymond Marcillac qui lui donne un stage au Service des sports. En octobre 1964, alors que se déroulent les Jeux olympiques d'été de 1964 à Tokyo qui mobilisent tous les journalistes sportifs de la télévision, il est chargé de commenter sur film un petit match. Raymond Marcillac, ayant apprécié son travail, décide de l'embaucher à l'O.R.T.F. en tant que reporter et commentateur sportif. Il y travaille sous la houlette de Léon Zitrone, Pierre Desgraupes, Georges de Caunes, Roger Couderc, notamment pour Sports Dimanche et pour l'émission Les Coulisses de l'exploit. Il vit quasiment jour et nuit dans le mythique immeuble du 15, rue Cognacq-Jay, alors siège de l’ORTF. Sa première apparition identifiée à la télévision est datée du 20 novembre 1964. Il interviewe à Orly les entraîneurs et sportifs de retour des jeux internationaux para-olympiques de Tokyo. En mars 1965, il fait son premier reportage télévisé où il suit Michel Jazy disputant trois courses en trois jours. Le 19 septembre 1965, il apparaît en plateau dans l'émission Sports Dimanche, après avoir été officiellement présenté par Roger Couderc.

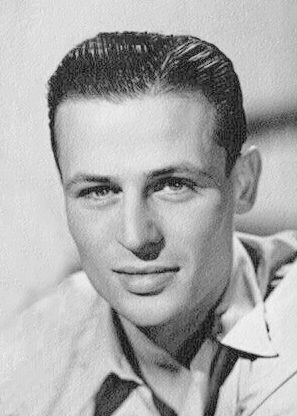
Raymond Marcillac lui permet de présenter le sport.

De 1965 à 1968, il tient la rubrique sportive du journal télévisé. Il commente en direct les matchs de rugby à XIII et particulièrement les matchs de l'équipe de France et la finale de 1968 Limoux/Carcassonne. En 1966, Michèle Arnaud lui entrouvre les portes en l’engageant comme présentateur d’une nouvelle émission pour les jeunes : Tilt. C’est là qu’il rencontre la génération des sixties, celle de Salut les copains, de Johnny Hallyday, Sheila, Claude François, Jacques Dutronc, etc.
Après les événements de mai 1968, il est licencié le 5 août 1968 pour avoir scandé « Libérez l'ORTF ! » et participé à la longue grève des techniciens et journalistes de l'ORTF en mai-juin 1968. Mis à l'écart du service des sports de la télévision de service public, comme de nombreux autres grévistes ayant manifesté , il retourne vivre à Vire auprès de sa mère où il suit à la télé les jeux olympiques de 1968 et se casse le pied en jouant au football. Michèle Arnaud plaide son cas auprès de la direction de l'O.R.T.F., disant qu'il faut distinguer les journalistes qui ont fait grève du commentateur sportif Michel Drucker. Après deux refus de la direction, Michel Drucker revient à la télévision le 27 décembre 1968, où il interviewe Charles Trenet dans l'émission de variétés Quatre temps de Michèle Arnaud. Début 1969, il retrouve sa place au service des sports de l'O.R.T.F. toujours dirigé par Raymond Marcillac. Il lui arrive de présenter Bouton rouge qui est alors le premier magazine de rock à la télévision. 
Il anime en 1970, sur la première chaîne de l'ORTF, La Preuve par quatre, un jeu télévisé estival inspiré d'Intervilles, parrainé par la régie Renault, qui oppose dans diverses épreuves mettant en valeur la Renault 4 des équipes de jeunes défendant les couleurs de leur ville, puis en 1972, Tempo et enfin Sport en fête, toujours sur la première chaîne de l'ORTF.

#### 1975-1990: les émissions variétés et sports sur TF1 et Antenne 2

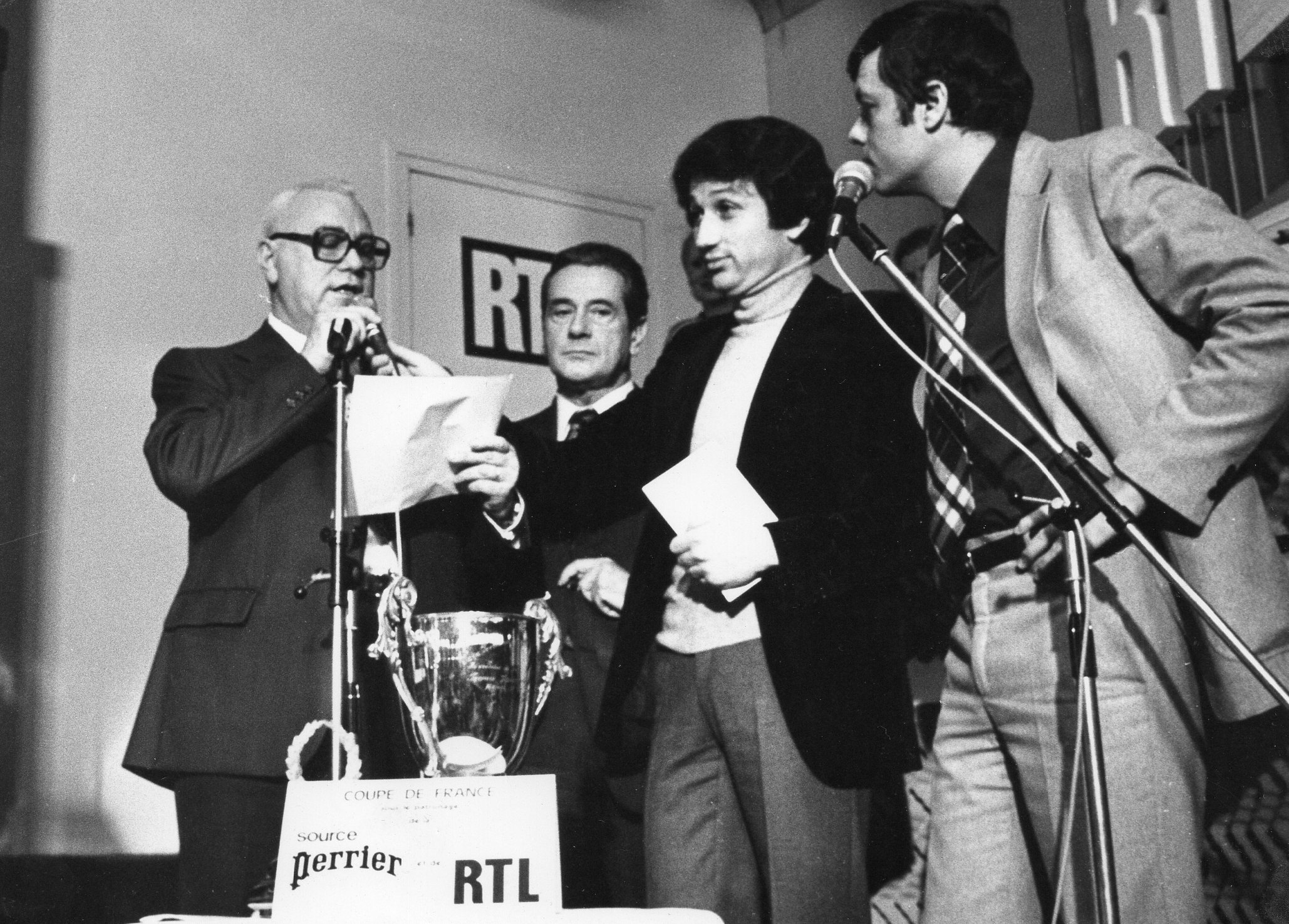
Michel Drucker en 1978 lors du tirage de la Coupe de France de football 1978-1979, en compagnie de François Jouvenet et de Fabrice.

À partir de 1975, Michel Drucker choisit de se consacrer aux divertissements Les Rendez-vous du dimanche (qui enchaîne après le Petit Rapporteur de l'équipe de Jacques Martin) et Stars sur TF1, puis à partir de 1982 Champs-Élysées sur Antenne 2. Ces émissions-phares du paysage audiovisuel lui confèrent une notoriété populaire. Avec Champs-Élysées, émission devenue culte depuis les années 1980, il se rapproche de plus en plus des stars dont il devient l'ami et qu'il reçoit régulièrement (Johnny Hallyday, Dalida, Michel Sardou, Gérard Depardieu, Serge Gainsbourg, Jean Ferrat, Céline Dion qu'il fait découvrir à la France en 1983) tout en confortant son image de gendre idéal auprès des ménagères. En 1984, il crée la société Production DMD (Dany et Michel Drucker). En 1985, Silvio Berlusconi tente de le faire venir sur sa future chaîne française, La Cinq mais le frère de Michel, Jean Drucker, qui vient d'être nommé PDG d'Antenne 2, le retient,.
Parallèlement, il mène une carrière à la radio. Sur RTL, il anime RTL c'est vous de 1974 à 1976, puis La Grande Parade de 1976 à 1982. À cette époque, il anime La Valise RTL. De 1983 à 1987, il anime Studio 1 sur Europe 1.
À la suite du départ de Thierry Roland et Jean-Michel Larqué pour TF1, Michel Drucker commente de 1984 à 1986 les principaux matchs de football en compagnie de Roger Piantoni (ancien joueur de l'équipe de France qui fut demi-finaliste et qui termine à la troisième place lors de la Coupe du monde de football de 1958).

#### 1990-1994: passage sur TF1
Jugé « has-been » par le nouveau président d'Antenne 2, Philippe Guilhaume, qui arrête Champs-Élysées, Michel Drucker s'installe en 1990 sur TF1, chaîne devenue privée en 1987 où il cartonne avec Stars 90. Sur la chaîne privée, c'est l'époque de l'âge d'or des émissions de divertissement avec Jean-Pierre Foucault, Patrick Sabatier et Patrick Sébastien. Michel Drucker anime aussi sur TF1 Ciné Stars, Music Stars et Drôles de stars.

#### Depuis 1994: France 2 et France 3

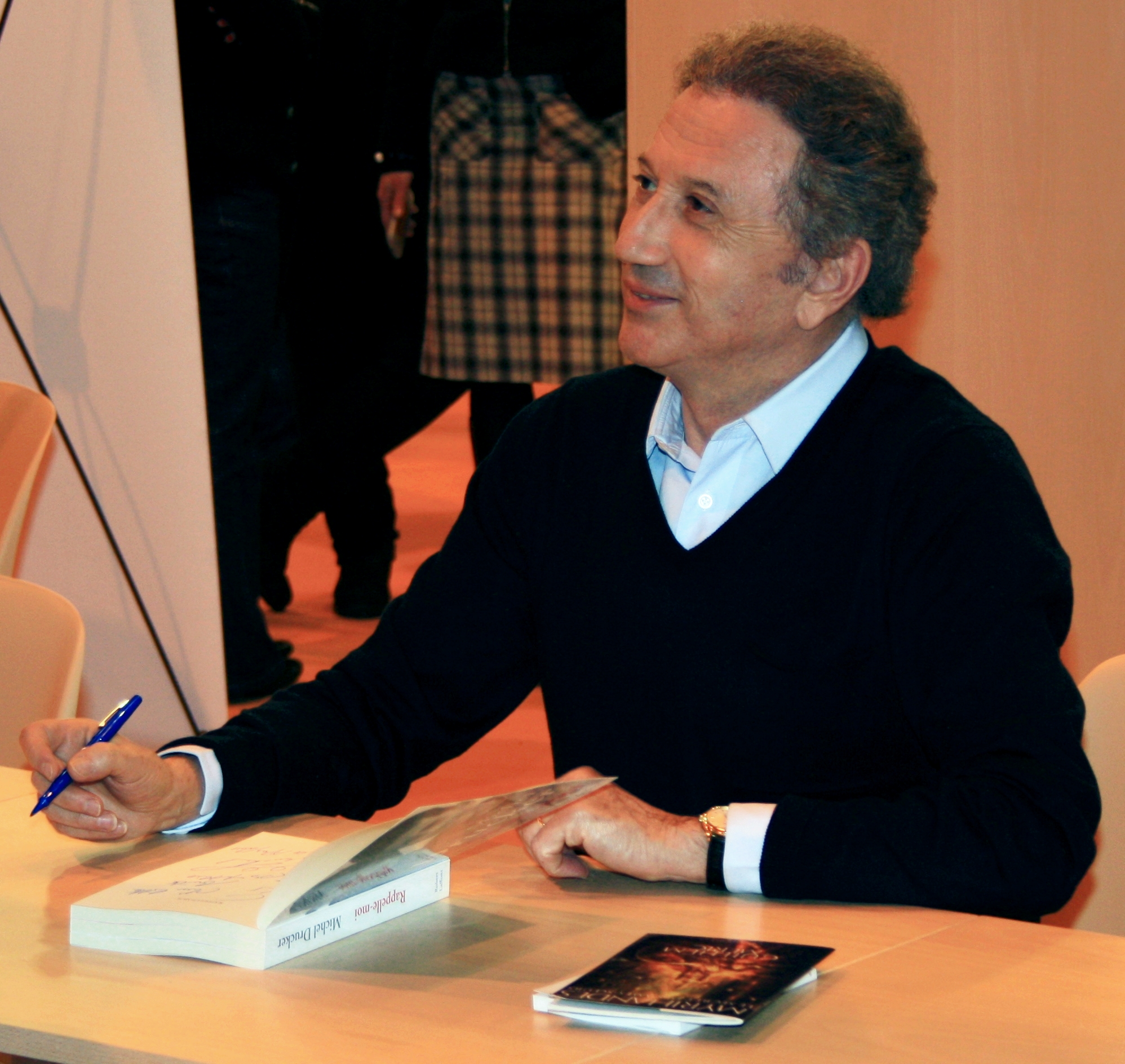
Michel Drucker au salon du livre de Paris en mars 2011.

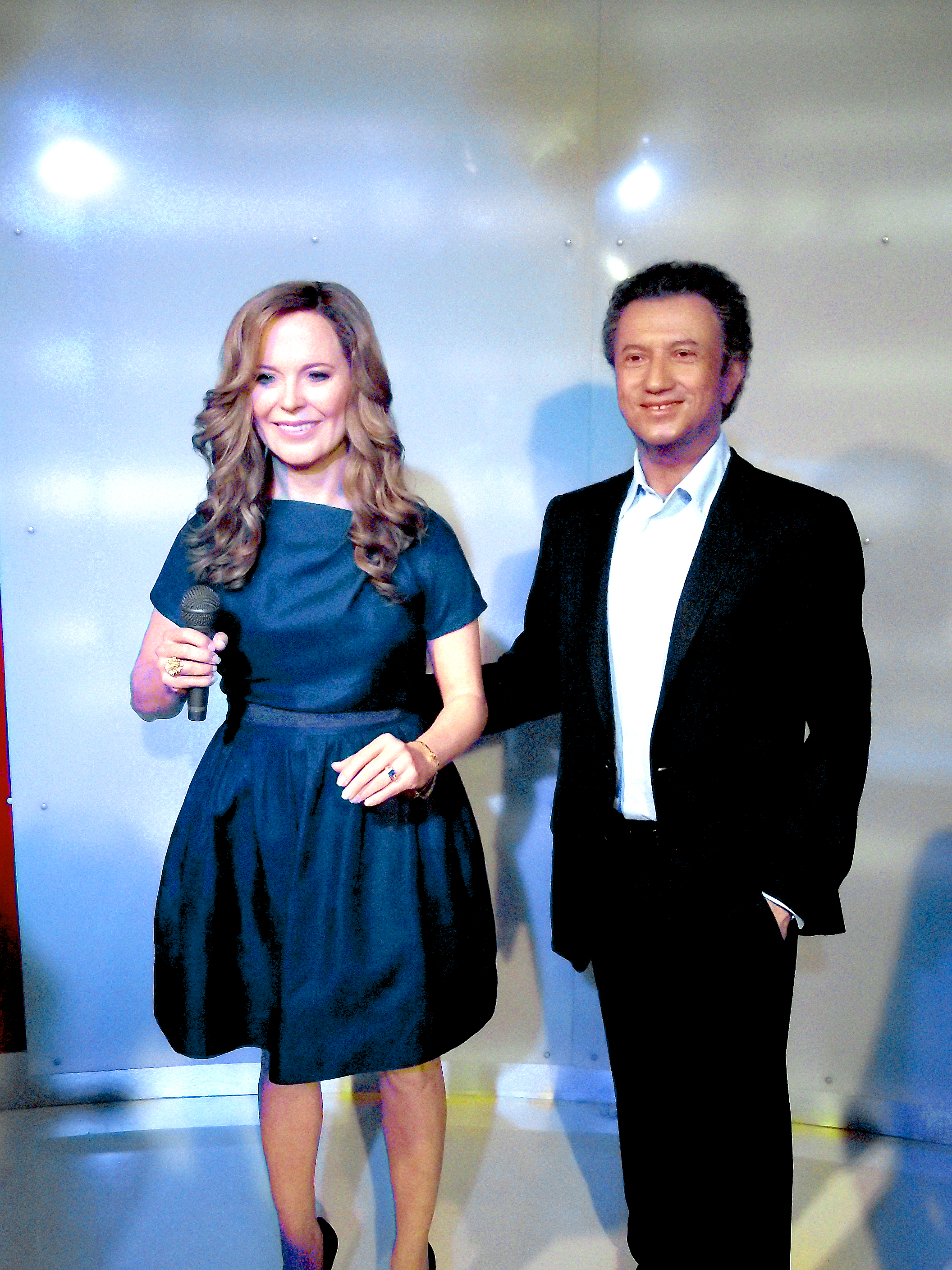
Statues en cire de Julie Snyder et Michel Drucker au Musée Grévin Montréal.

En 1994, Michel Drucker retrouve France 2 qui lui confie une émission quotidienne Studio Gabriel, un talk-show avec Laurent Gerra, Virginie Lemoine, Laurence Ferrari, Benjamin Castaldi, Stéphane Bouillaud. L'émission est un succès, passant en termes d'audience devant l'émission Coucou ! de Christophe Dechavanne sur TF1. De plus, la chronique Les Zaptualités de Laurent Gerra et Virginie Lemoine doivent faire face au Bébête show de TF1 et des Guignols de l'info de Canal+. La concurrence est plus rude durant la saison 1996-1997 avec le jeu L'Or à l'appel de Lagaf' sur TF1. Studio Gabriel est arrêté en juin 1997 et Drucker échange alors sa case avec celle de Jean-Luc Delarue qui officie chaque dimanche à 19 heures. Alors que la quotidienne de Delarue est vite arrêtée, Drucker impose son Drucker and co chaque dimanche. Lorsqu'il s'agit de trouver un remplaçant à Jacques Martin le dimanche après-midi, c'est tout naturellement que Michel Drucker relève le défi.
Ainsi, à partir du 20 septembre 1998, il présente et coproduit aussi sur France 2 Vivement dimanche chaque dimanche après-midi, puis Vivement dimanche prochain à 19 heures. Cette émission lui permet de recevoir des personnalités du monde du spectacle, mais aussi des mondes culturel et politique.
Parallèlement, de 1994 à 2001, il présente régulièrement le samedi soir sur France 2 des émissions de variétés comme Faites la fête. Ensuite, sur cette antenne ou sur France 3, il anime des émissions ponctuelles en première partie de soirée, comme certaines soirées de réveillons, la Nuit des Molières, les César du cinéma et les Victoires de la musique.
Durant la saison 2006-2007, il présente en direct d'une ville française Tenue de soirée (à partir de septembre 2006). L'émission est arrêtée faute de moyens.
En 2000, Michel Drucker vend sa société de production DMD Productions au groupe StudioExpand, filiale du groupe Canal+. En 2004, il récupère la gestion de la société.
Le 20 mai 2006, il commente pour la première fois de sa carrière, en compagnie de Claudy Siar, le 51e concours Eurovision de la chanson en direct d'Athènes. À l'annonce de la victoire du groupe finlandais de hard rock Lordi, ils explosent tous les deux de colère en pleine émission.
En août 2008, il revient à la radio sur Europe 1. Pendant la saison 2008/2009, il anime Europe 1 Découvertes du lundi au vendredi de 9 h 30 à 11 heures. À partir d'août 2009, il présente aux côtés de Wendy Bouchard une émission culturelle, Studio Europe 1, du lundi au vendredi de 19 heures à 20 h 30.

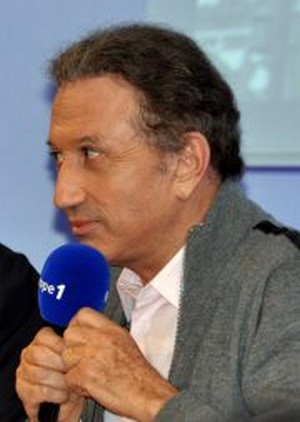
Michel Drucker au festival de Cannes 2012.

En janvier 2010, il anime avec d'autres animateurs du groupe France Télévisions la soirée Pour Haïti dédiée à l'aide aux victimes du tremblement de terre d'Haïti de 2010 et diffusée notamment sur France 2 et France Inter.
Depuis quelques années, il anime des émissions spéciales mettant à l'honneur des femmes et des hommes des différents corps d'État, avec la participation de différents ministères (en fonction du thème abordé). On dénombre de nombreuses émissions, toutes produites par Froggies (société de production de Tim Newman), telles Une nuit sur le Charles de Gaulle, Une nuit sous les mers, Les Pompiers ces hommes, ces héros, Au cœur de l'Armée de Terre, En vol avec l'Armée de l'air, Au cœur de la Gendarmerie.
Il a repris l'émission Champs-Élysées, le 13 novembre 2010 qui a duré trois saisons.
Il est connu pour apprécier les chiens, qui l'accompagnent sur les plateaux de télévision, comme ce fut le cas de ses chiennes Zaza, puis Olga, morte en 2008. Dans les années 1990, il a d'ailleurs été caricaturé par Les Guignols de l'info, sa marionnette demandant souvent « Vous aimez les chiens ? »
Il anime entre 2012 et 2018 l'émission Le Grand Show, consacrée à des artistes tels que Céline Dion, Johnny Hallyday ou encore Laurent Gerra, où se mêlent duos avec de nouveaux artistes et rétrospectives.
Il a participé, en avril 2014, à Toute la télé chante pour Sidaction sur France 2.
En août 2014, il présente au côté de Julie Snyder le premier talk-show franco-québécois, L'Été indien.
Michel Drucker s'essaye au théâtre en one-man-show avec son spectacle Seul… avec vous ! produit par Claude Cyndecki (Cheyenne Productions), débuté le 29 janvier 2016 à la salle du « Ponant » à Pacé, en Bretagne. Il a choisi de commencer sa tournée près de Rennes à cause du fait marquant de sa mère qui a échappé de peu à l'arrestation par des officiers allemands sur un quai de la gare de Rennes en juillet 1942. Le spectacle tourne jusqu'en 2018.
Il anime une émission hommage à Laurent Ruquier en 2016 en prime-time, tandis qu'il co-anime l'année suivante la soirée 50 ans de rires et d'émotions avec Thomas Thouroude.
Toujours en 2017, il poursuit également l'animation de Vivement la télé (arrêtée au bout d'une saison), tandis que le 6 décembre il est chargé de la soirée spéciale en hommage à Johnny Hallyday venant de décéder. Il y apparaît particulièrement ému, la clôturant avec difficulté. Elle rassemble près de 3,1 millions de téléspectateurs. En fin d'année, il présente aussi la soirée anniversaire consacrée à Laurent Gerra.
En 2018, il anime Samedi soir, c'est parodie. Puis pour une saison Samedi en direct (2018-2019).
Entre 2019 et 2021, il anime plusieurs déclinaisons de soirées consacrées aux humoristes (Le Grand Show de l'humour, Les 50 comiques préférés des Français, Les 50 sketches préférés des Français…).
Âgé de 80 ans, son émission hebdomadaire Vivement Dimanche est renouvelée, basculant sur France 3 en 2022. Vivement dimanche prochain n'est pas reconduite après 24 saisons. Cette même année, il reprend son nouveau seul en scène intitulé De vous à moi, créé en 2021 et mis en scène par Stéfanie Jarre. Il est à l'affiche du Théâtre Marigny, puis prolongé en 2023.
Fin 2022, un documentaire en deux parties qu'il présente retrace l'histoire de son émission Champs-Elysées et est diffusé sur France 3. En 2023, il participe au documentaire consacré à Sheila intitulé Toutes ces vies-là.
Le retour de Michel Drucker sur France 2 est annoncé l'été de cette même année, pour la couverture des Jeux olympiques d'été de 2024, 60 ans après ses débuts. Il doit animer avec Léa Salamé une émission quotidienne intitulée Quels jeux !. Le 6 janvier 2024, on apprend qu'il renonce à animer la quotidienne sur avis de ses cardiologues, mais participe plusieurs fois à ce programme, puis dans la formule prévue pour les Jeux paralympiques d'été de 2024.
En 2025, en plus de son émission dominicale, il revient en prime-time pour une série d'émissions intitulée "Famille, je vous aime" consacrée aux familles des artistes qui viennent s'y dévoiler. Le parrain est Gad Elmaleh. Cette même année, il publie un nouvel ouvrage chez Albin Michel, intitulé "Avec le temps", glanant de nombreuses anecdotes.

## Vie privée
Cancre notoire et autodidacte dans une famille où l'excellence dans les études est la règle (voir ci-dessous la carrière de ses deux frères), Michel Drucker rêve d'échapper au reproche paternel qui stigmatise son enfance « Mais qu'est-ce qu'on va faire de toi ? » Fuyant une enfance où « rien n’était fait pour son malheur et où tout y a contribué », il quitte le domicile familial à l'âge de dix-sept ans avec la rage de vaincre pour seul bagage.

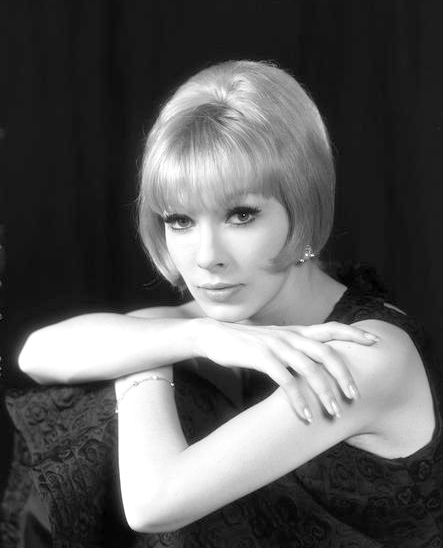
Son épouse Dany Saval (Studio Harcourt), en 1963.

Marié à Las Vegas à l'actrice Dany Saval le 28 juillet 1973, Michel Drucker n'a pas d'enfants, mais est le beau-père de Stéfanie Jarre, décoratrice de plateaux de télévision, née de l'union précédente de Dany Saval avec le compositeur Maurice Jarre. C'est Claude François, ami de Michel Drucker, qui lui a présenté Dany lors d'une émission qu'ils présentent ensemble. Michel Drucker et Dany Saval ont recueilli en 1979 une jeune réfugiée indochinoise, Yleng alors âgée de seize ans, qui est aujourd'hui l'une des principales collaboratrices de la maison de couture Cardin.
Entre 2004 et 2006, Michel Drucker a une relation avec l’écrivaine Calixthe Beyala, qui la raconte de façon romancée en 2007, l'animateur étant décrit sous les traits du personnage fictif de François Ackermann,,. Elle lui intente un procès, affirmant ne pas avoir été payée pour sa contribution à un de ses livres, jamais paru. En première instance (juin 2009) elle perd ce procès ; en appel (janvier 2011), Michel Drucker est condamné à lui verser 40 000 euros.
Michel Drucker est pilote d'hélicoptère expérimenté. Il rend fréquemment visite à Jean Ferrat à Antraigues-sur-Volane en hélicoptère, réservant la veille le parking en contrebas du village. Il pratique également le cyclisme. Il est parrain de l'équipe de football AC Arles-Avignon, promue en Ligue 1 pour la saison 2010-2011. Il est aussi parrain du club ULM du Haut-Diois aéroclub Saint-Dizier-en-Diois « Les Engoulevents » destiné notamment aux personnes en situation de handicap dans le département de la Drôme.

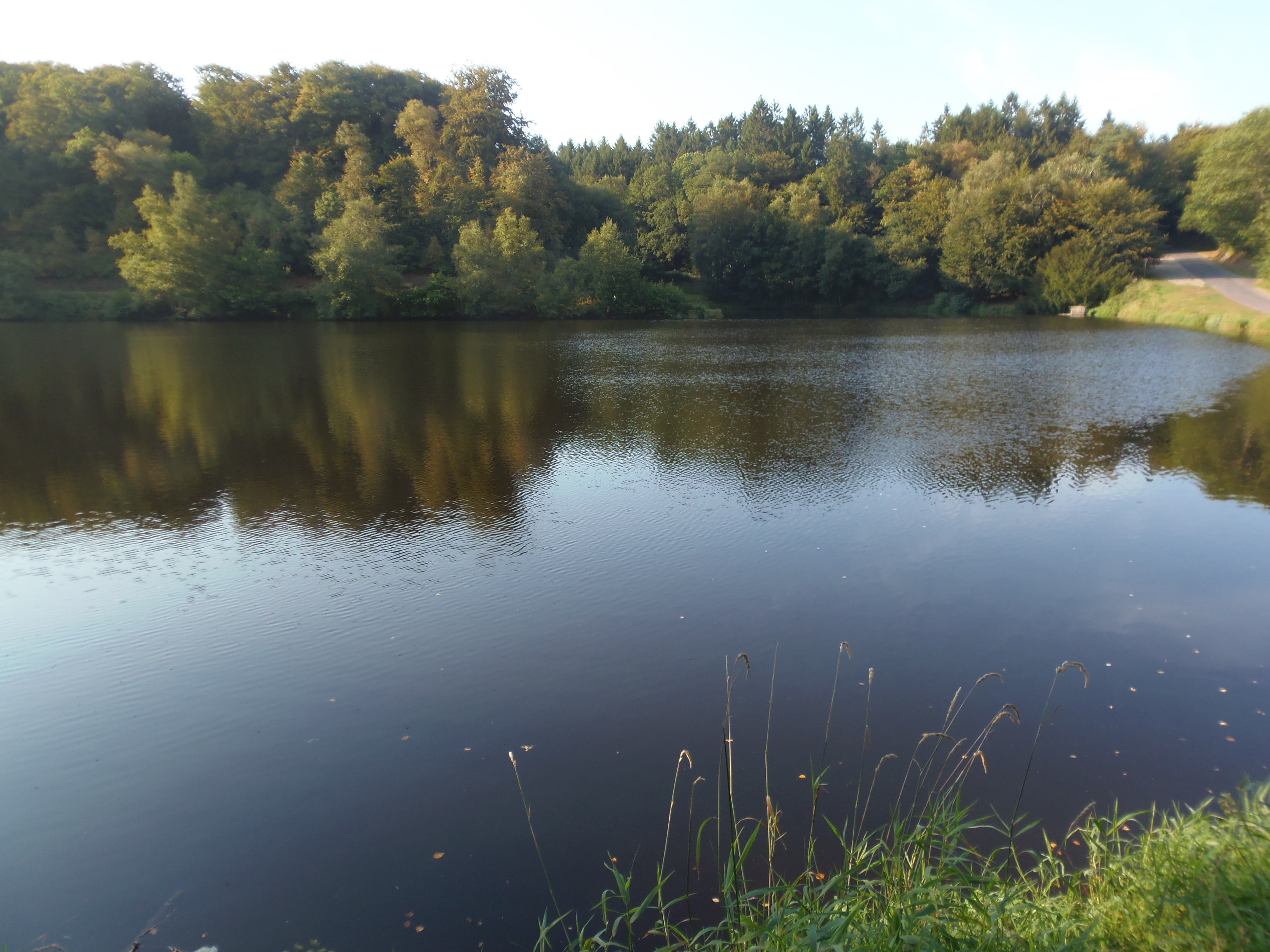
L'étang de Saint-Sever, au bord duquel Abraham Drucker a prononcé les sermons destinés à son fils.

En 2008, Michel Drucker dépose un permis de construire pour une villa de 293 m2, à Eygalières, dans les Bouches-du-Rhône. Une association, la Ligue de Défense des Alpilles, conteste devant la justice ce permis, qui est annulé en novembre 2009 car situé dans un rayon de moins de 500 m d'une chapelle classée, ce qui oblige à mener une procédure particulière auprès de l'architecte des Bâtiments de France,. Le Canard enchaîné revient régulièrement sur cette affaire, en particulier en juin 2011 quand il révèle que le ministère de l’Écologie aurait contesté l'annulation du permis de construire par le tribunal administratif de Marseille.

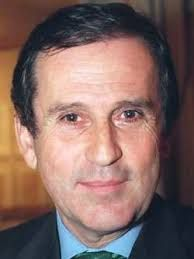
Jean Drucker, son frère aîné, mort en 2003.

Michel Drucker a deux frères : Jean Drucker, dirigeant de télévision (né le 12 août 1941 et mort d'une crise cardiaque le 18 avril 2003) et Jacques Drucker professeur de médecine (né en 1946). La journaliste Marie Drucker (fille de Jean) et l’actrice Léa Drucker (fille de Jacques) sont ses nièces. Il n'a pas connu une sœur aînée, Monique, née en 1939, morte à l'âge de huit mois.
Le 1er novembre 2010, à l'occasion de la sortie de son livre Rappelle-moi, Michel Drucker annonce sur Europe 1 qu'il a découvert, peu après la mort de son frère Jean Drucker, l'existence d'un demi-frère prénommé Patrick.
En septembre 2020, l'animateur âgé de 78 ans subit une opération du cœur. En convalescence, il repousse sa rentrée, fait une apparition sur France 2 le 24 mars 2021 auprès de Julian Bugier, puis le 25 avril auprès de Laurent Delahousse.
Dans un article daté de juin 2021, intitulé « Vous êtes de ma famille » : Michel Drucker revient voir les soignants qui ont sauvé son cœur et paru dans Aujourd'hui en France et Le Parisien, il est indiqué que le présentateur est désormais ambassadeur de La Chaîne de l'espoir, association de solidarité internationale qui vient en aide aux enfants démunis.
Le 23 mars 2023, on apprend qu'il a de nouveau subi une lourde opération du cœur au niveau de la valve mitrale, à la suite d'une endocardite infectieuse de cette valve.